# دیبک (ماکو)
دیبک (ماکو)، روستایی از توابع بخش مرکزی شهرستان ماکو در استان آذربایجان غربی ایران است. 
محصولات  
مهمترین محصولات روستای دیبک پنیر ، ماست، کره  محلی  و روغن حیوانی محلی و گیاهان دارویی است 
```
در فصل پاییز و زمستان و حتی در اوایل بهار شرایط یخبندان هست در اواخر بهار و تابستان هوای خنک و طبیعت بکر باعث جذب گردشگران بسیاری میشود 
```

وجه تسمیع این روستا  به خاطر سه جوغنی (در زبان ترکی به معنی دیبک میباشد )هست که در این روستا میباشد 
شغل ساکنان این روستا کشاورزی و دامداری هست 

## دیبک در فرهنگ جغرافیایی ایران
ده از دهستان چالدران بخش سیه‌چشمه شهرستان ماکو.
۲۰ کیلومتری شمال خاوری سیه‌چشمه - ۱۳ کیلومتری جنوب باختری شوسه ماکو به خوی.
کوهستانی-سردسیر-سالم- سکنه ۲۱۲-شیعه- تُرکی.
آب از چشمه- محصول غلات- شغل زراعت و گله‌داری. صنایع دستی جاجیم بافی - راه مالرو.

## جمعیت
این روستا در دهستان قلعه دره سی قرار دارد و براساس سرشماری مرکز آمار ایران در سال ۱۳۹۵، جمعیت آن ۸۵ نفر (۳۵خانوار) بوده‌است. مردم روستای دیبَک به زبان ترکی آذربایجانی سخن می‌گویند و شیعه هستند.